# Fuerzas Terrestres del Ejército Popular de Corea
Las Fuerzas Terrestres del Ejército Popular de Corea (en hangul, 조선인민군 륙군; en hanja, 朝鮮人民軍 陸軍; romanización revisada, Joseon-inmingun Ryukgun; McCune-Reischauer, Chosŏn-inmin'gun Ryukkun; FTEPC o KPAGF por sus siglas en inglés) son la rama terrestre del Ejército Popular de Corea, compuesto además por la Fuerza Aérea del Ejército Popular Coreano y la Marina Popular de Corea.

## Historia
El Ejército de tierra de Corea del Norte se formó a finales de 1940, siendo superados en número y armamento por el Ejército de Corea del Sur, al estallido de la guerra entre las dos Coreas en junio de 1950.  Las fuerzas de tierra de Corea del Norte que lucharon en la guerra de Corea incluyeron al II y V Cuerpo, la División Blindada 105, de la primera a la décima, 12.a, 19.a, y 43.a Divisiones de Infantería. Durante la guerra de Corea también había una serie de unidades independientes muy operativas, como el 766.to Regimiento de Infantería.
En 1960, el Ejército Popular de Corea llegó a alcanzar al menos 400.000 conscriptos, y probablemente, no se levantó muy por encima de esa cifra antes de 1972. La cantidad de personal circunscripto estuvo en expansión en los próximos dos decenios. En 1992, hubo aproximadamente 1 millón de reclutados, entre oficiales y pie de tropa. Antes de esta expansión de las fuerzas terrestres de Corea del Norte, el Ejército de Corea del Sur superó tanto tecnológica como en personal y en estrategia al ejército norcoreano. Desde la década de 1970, Corea del Sur comenzó a ser una nación muy superior en todo nivel a Corea del Norte. Por lo tanto, Corea del Sur ha podido modernizar sus fuerzas, lo que alertó a Corea del Norte y daría lugar a la expansión de las fuerzas armadas de Corea del Norte, pero únicamente en números. Irónicamente, la mayor fuerza armada; que es la norcoreana; siempre ha estado por debajo de la surcoreana debido a la pobre calidad y tecnología de sus equipamientos.
Las capacidades por tamaño, organización, disposición, y el combate de la Fuerza Terrestre dan en teoría a Pionyang las opciones de victoria militar, tanto para operaciones ofensivas para la reunificación de la península y creíbles operaciones de defensa contra cualquier amenaza de Corea del Sur. Pero con el tiempo, esta organización se ha ajustado a las circunstancias únicas del problema militar de la península coreana, y el Ejército Popular de Corea hace cara a la evolución de la doctrina militar de Corea del Sur y el pensamiento, teniendo que afrontar una carga muy pesada para su avance tecnológico, que nunca ha podido rivalizar con la gran disposición de avances tecnológicos con la que su rival ideológico si cuenta.

## Estado actual

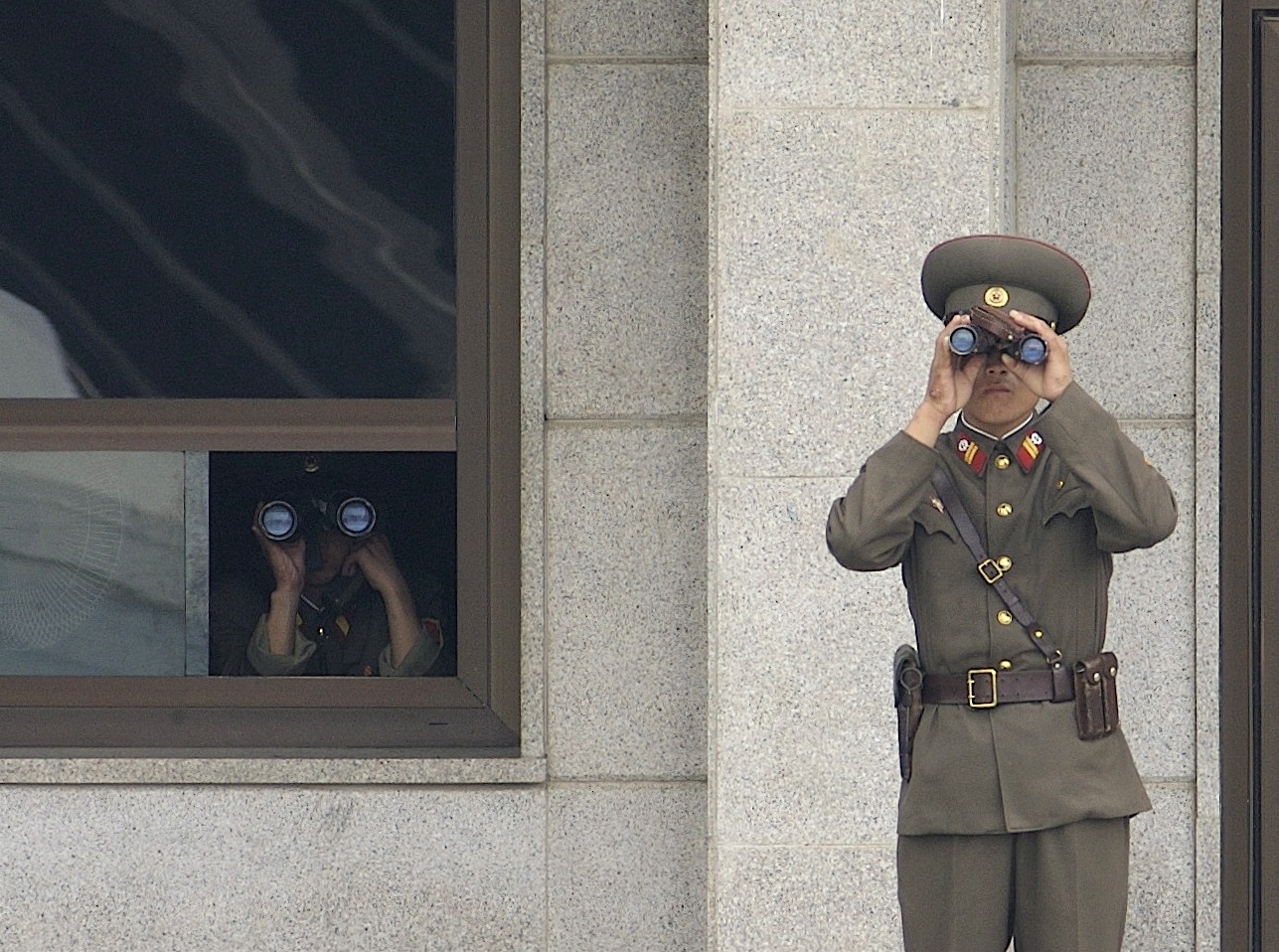
Dos oficiales norcoreanos haciendo guardia en uno de sus puestos de la ZDC.

La gran mayoría de las fuerzas de tierra activas se despliegan en tres niveles, una parte es la avanzada operacional, que consta de cuatro cuerpos de infantería; apoyados por un segundo nivel de funcionamiento; con un componente de dos cuerpos de equipos mecanizados, el cuerpo de blindados y un cuerpo de artillería, y aparte en su "modus operandi" dichos componentes deben seguir siendo una reserva estratégica , en donde las dos Brigadas de Medios Mecanizados y el otro cuerpo de artillería actúen en cooperación. Estas fuerzas incluyen la 806.ta Brigada de Medios Mecanizados, así como a la 815.ta y el 820.ma del Cuerpo de Blindados. Estas fuerzas son las principales guarniciones a lo largo de la frontera de norte a sur. Las líneas de comunicación que proporcionan un acceso rápido y fácil a las vías de acercamiento a Corea del Sur son el objetivo principal a custodiar. El Ejército Popular de Corea ha posicionado un gran número de piezas de artillería, incluyendo algunas simuladas[cita requerida] a lo largo de dicha zona, en especial han sido cautelosos con sus sistemas de largo alcance, los cuales se ocultan supuestamente cerca de la Zona Desmilitarizada (DMZ) que separa las dos Coreas.

## Equipamiento
Las Fuerzas Terrestres tienen una mezcla de equipos de fabricación local y extranjera en su inventario. Antes del colapso de la Unión Soviética, la mayoría de su material provenía de ella, luego la mayoría provino de China. El inventario total de tanques ronda las 4,500 unidades o menos.

### Tanques (estimado)

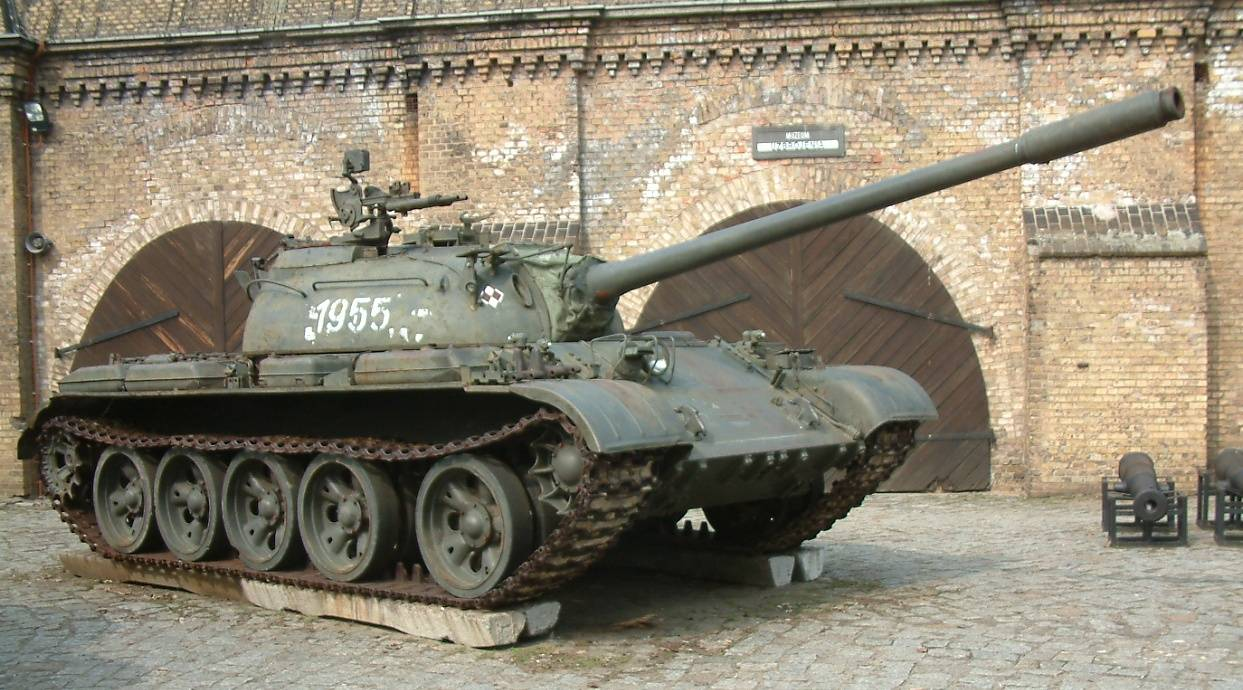
Ejemplo de un tanque T-55A polaco en el Museo Militar de Poznań.

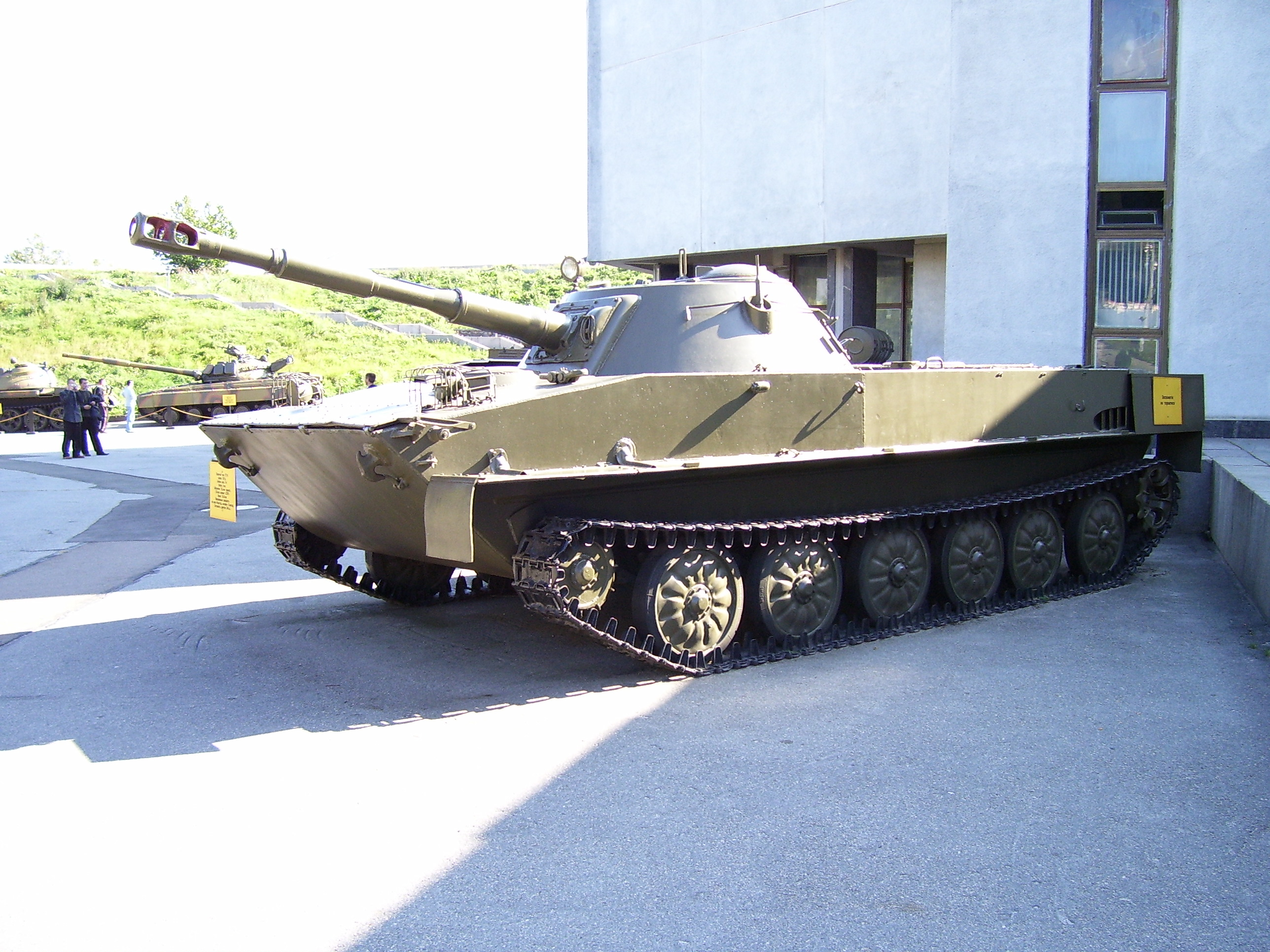
Ejemplo de un PT-76.

| Nombre | Origen          | Tipo                        | N.º En servicio | Estado Actual                                         |
| ------ | --------------- | --------------------------- | --------------- | ----------------------------------------------------- |
| T-34   | Unión Soviética | Tanque medio                | - 250           | Dados de baja/Convertidos en otra clase de vehículos. |
| T-55   | Unión Soviética | Tanque principal de batalla | -1600           | Dados de baja/Convertidos en otra clase de vehículos. |
| T-62   | Unión Soviética | Tanque principal de batalla | -970            | Dados de baja/Convertidos en otra clase de vehículos. |

### Transportes blindados de personal (estimado)
| Nombre             | Origen                           | Tipo                            | N.º En servicio | Estado Actual                                                                 |
| ------------------ | -------------------------------- | ------------------------------- | --------------- | ----------------------------------------------------------------------------- |
| PT-76              | Unión Soviética                  | Vehículo anfibio                | - o + 560       | En servicio.                                                                  |
| Tipo 63            | China                            | Vehículo anfibio de asalto      | - o + 500       | Variante M1985, en servicio.                                                  |
| PT-76/85 (Tipo-82) | Unión Soviética/ Corea del Norte | Vehículo anfibio                | - o + 1000      | Basado en el chasis del Transporte blindado de personal VTT-323, en servicio. |
| BMP-1              | Unión Soviética                  | Transporte blindado de personal | - o + 4000      | En servicio.                                                                  |
| BTR-80             | Unión Soviética/ Rusia           | Transporte blindado de personal | + o - 10        | En servicio.                                                                  |
| BTR-60             | Unión Soviética                  | Transporte blindado de personal | + o - 1000      | En servicio.                                                                  |
| Tipo 63            | China                            | Transporte blindado de personal | + o - 1000      | En servicio.                                                                  |
| BTR-152            | Unión Soviética                  | Transporte blindado de personal | + o - 2000      | En servicio.                                                                  |
| Tipo 55            | China                            | Transporte blindado de personal | + o - 1000      | Derivado del Tipo 63, En servicio.                                            |

### Artillería

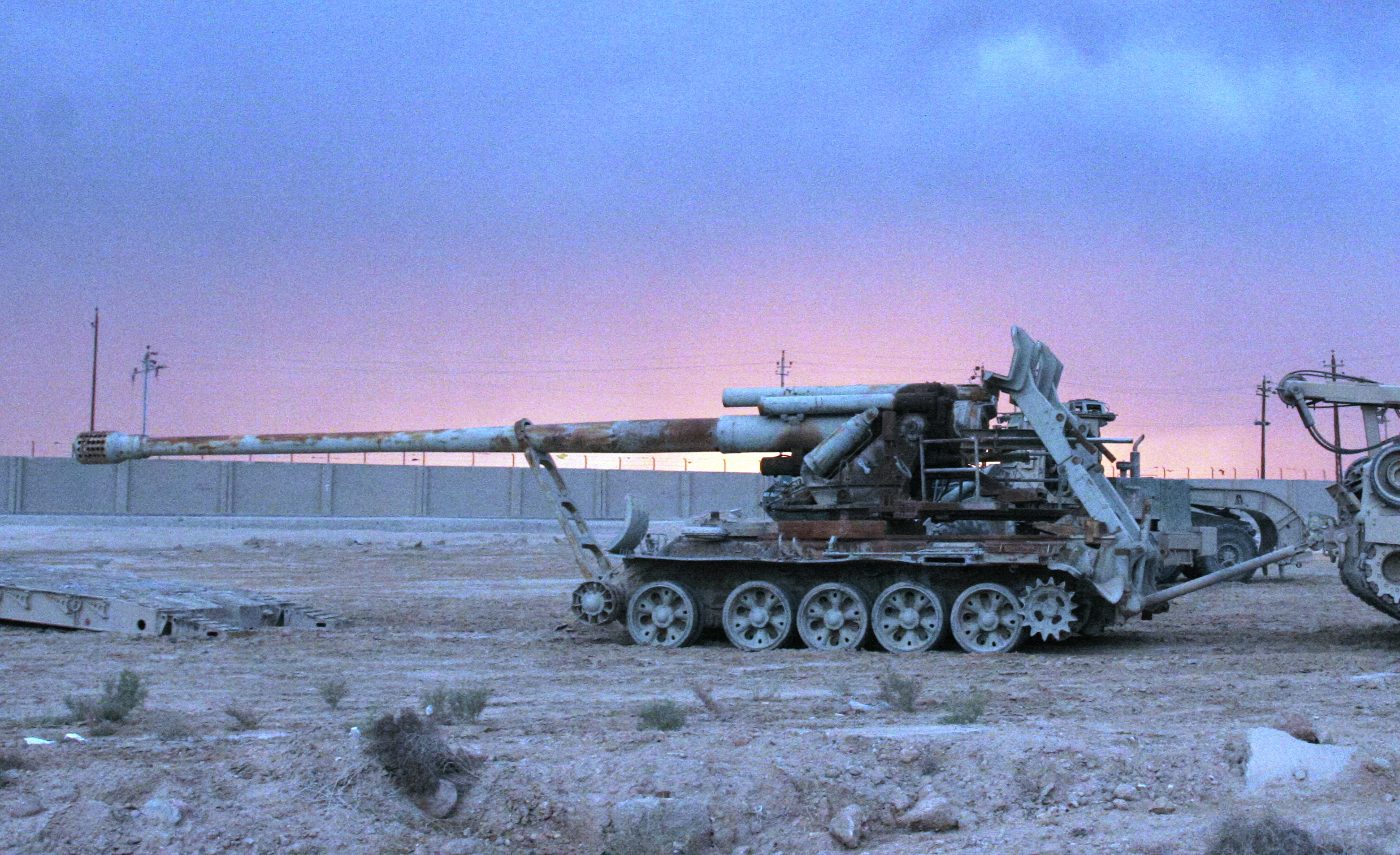
Un M-1978 Koksan destruido en Irak.

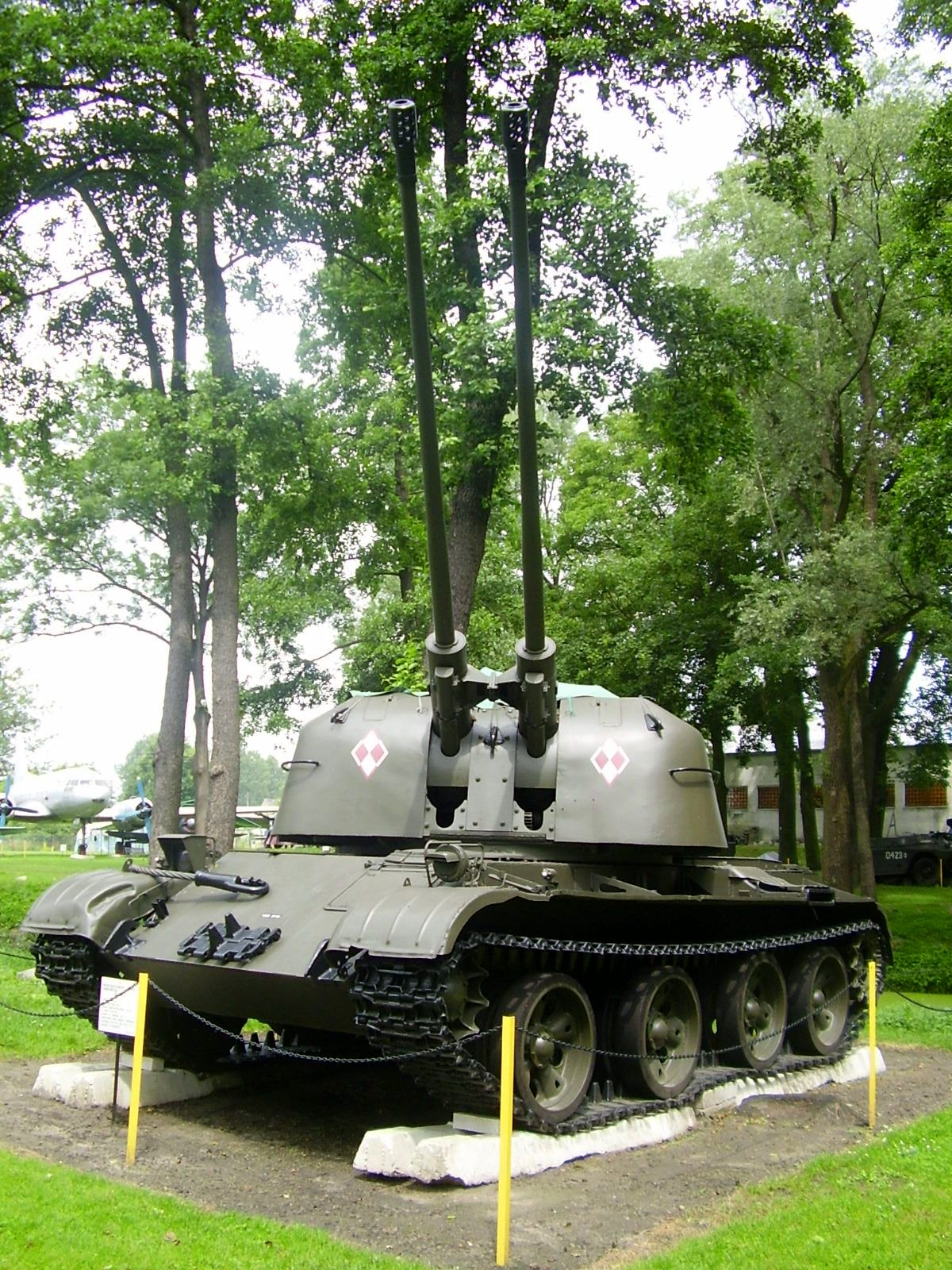
Ejemplo de un ZSU-57-2.

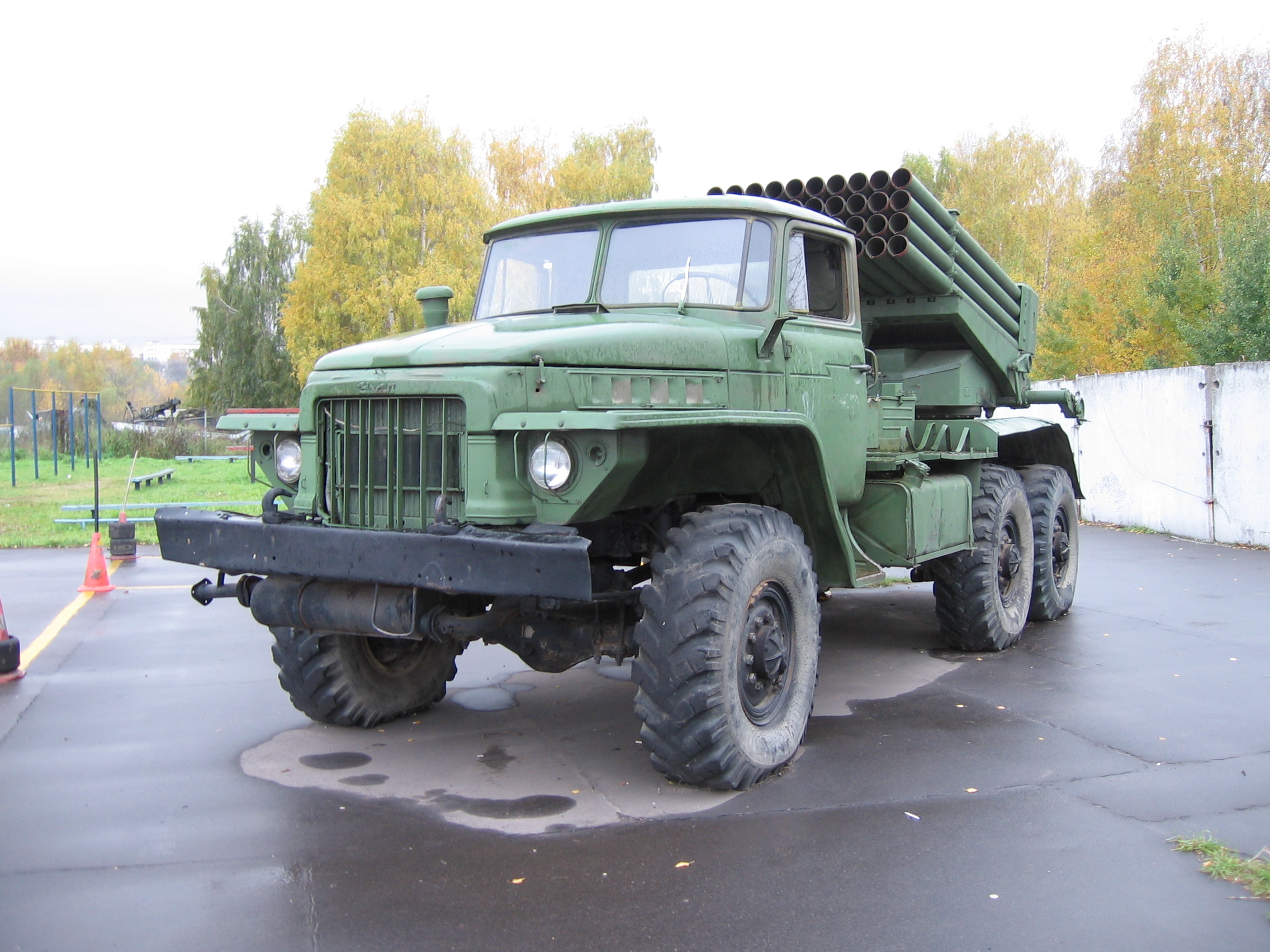
Ejemplo de un M 1285/BM-21 Grad.

| Nombre   | Origen                          | Tipo                                     | En servicio | Notas                         |
| -------- | ------------------------------- | ---------------------------------------- | ----------- | ----------------------------- |
| M-1974   | Corea del Norte                 | Obús autopropulsado de 150 mm            |             |                               |
| M-1978   | Corea del Norte Unión Soviética | Obús autopropulsado de 170 mm            |             | Obús más largo en el ejército |
| M-1985   | Corea del Norte                 | Obús de 152 mm                           |             | D-20/M1955; Tipo 83           |
| M-1975   | Corea del Norte                 | Cañón autopropulsado de 130 mm           |             |                               |
| M-1992   | Corea del Norte                 | Cañón autopropulsado de 130 mm           |             |                               |
| M-1981   | Corea del Norte                 | Obús autopropulsado de 122 mm            |             | Tipo 54 SPH                   |
| M-1991   | Corea del Norte                 | Obús autopropulsado de 122 mm            |             |                               |
| M-1992   | Corea del Norte                 | Cañón combinado autopropulsado de 120 mm |             |                               |
| M-1992   | Corea del Norte                 | Cañón antiaéreo                          |             |                               |
| ZSU-57-2 | Unión Soviética                 | Artillería antiaérea autopropulsada      | 250         |                               |
| M1985    | Corea del Norte                 | Lanzacohetes múltiple de 240 mm          |             |                               |
| M-1991   | Corea del Norte                 | Lanzacohetes múltiple de 240 mm          |             |                               |
| M1985    | Corea del Norte Unión Soviética | Lanzacohetes múltiple de 122 mm          |             |                               |
| BM-11    | Corea del Norte                 | Lanzacohetes múltiple de 240 mm          |             |                               |
| Tipo 63  | China                           | Lanzacohetes múltiple de 107 mm          |             |                               |
| SU-100   | Unión Soviética                 | Cazacarros con cañón de 100 mm           |             |                               |

### Armas ligeras
- Pistolas

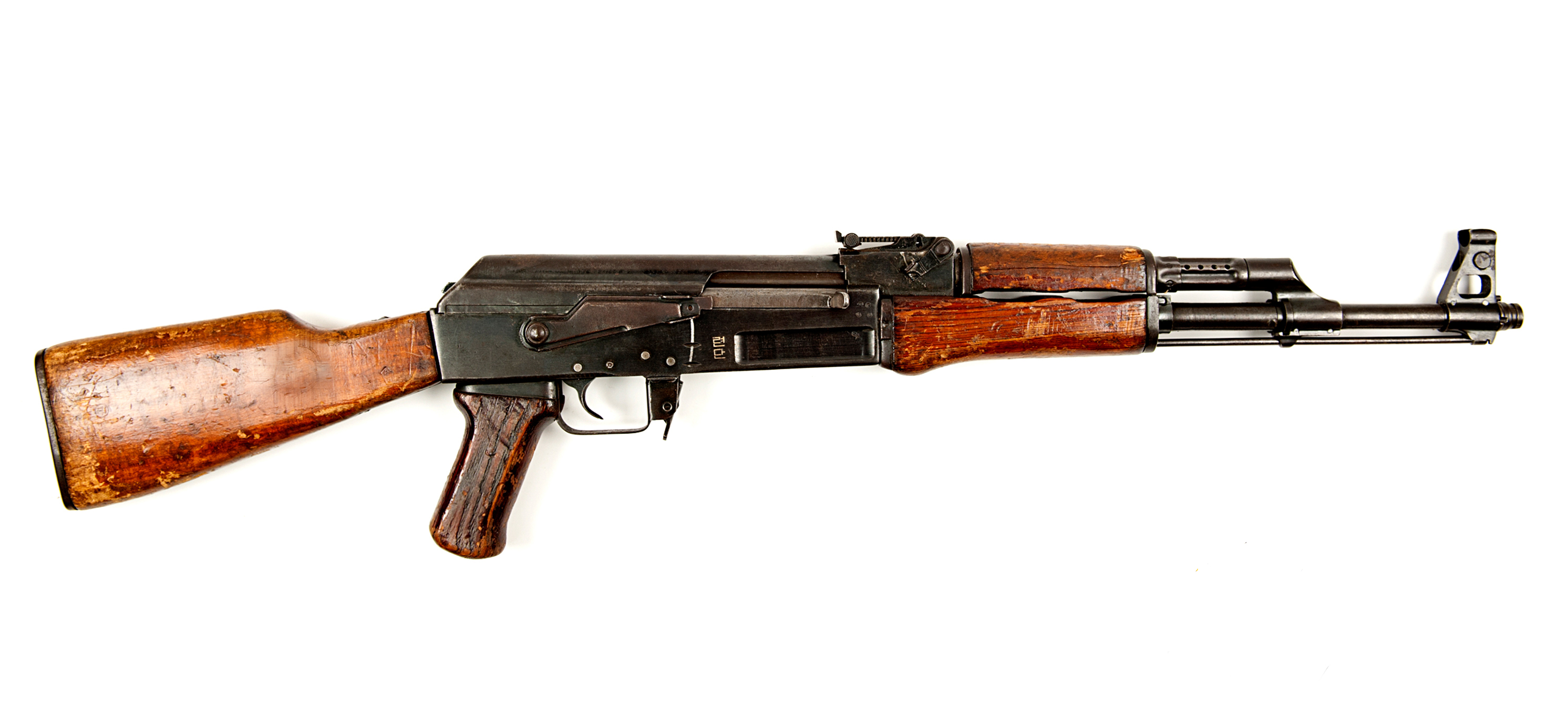
Fusil de asalto Tipo 58, versión norcoreana del AK-47 ruso, sin cargador.

  - Tipo 64 - Copia sin licencia de la belga FN M1900
  - Tipo 66 - Copia local de la Makarov PM
  - Tipo 68 - Copia local de la Tokarev TT-33.
  - Tipo 70 - Pistola de diseño propio calibre 7,65 mm.
  - BaekDuSan - Copia norcoreana de la pistola checa CZ 75, fabricada para pilotos. La pistola china NZ-75 también se usó.
  - FN Baby Browning
  - CZ 82 - Hecha para los altos oficiales.
  - Browning Hi-Power
  - M1911
- Subfusiles
  - PPS-43
  - M3
- Escopetas
  - KS-23
- Fusiles de asalto
  - Tipo 56 - Versión china del AK-47.
  - Norinco CQ - Versión china del M16. Usado por las Fuerzas Especiales.
  - Tipo 58 - Versión local del AK-47. Hecho para las fuerzas de reserva del EPC.
  - Tipo 68 - Versión local del AKM. Hecho para la infantería y gradualmente sustituido por el Tipo 88 o 98.
  - Tipo 88 o 98 - Versión local del AK-74. Usado por las Fuerzas Especiales principalmente, pero está siendo sustituido por el Tipo. Futuro fusil estándar del EPC.
- Fusiles de francotirador
  - Zastava M76 Fabricado localmente como el Chogyok-Pochong
  - Dragunov SVD
- Ametralladoras
  - RPK Tipo 64 - Ametralladora ligera
  - Tipo 62 Ametralladora ligera. Variante norcoreana de la RPD soviética
  - Tipo 73 Ametralladora ligera. Diseño local basado en la Ametralladora vz. 52 y la ametralladora PKM
  - PKM Ametralladora media
  - RPD Ametralladora media
  - DShK Ametralladora pesada
  - KPV Ametralladora pesada
  - NSV Ametralladora pesada
  - RP-46 Ametralladora ligera
- Lanzagranadas
  - AGS-17

### Armas ligeras retiradas
(Algunas probablemente son usadas por las unidades de los Guardias Rojos)
- Tokarev TT-33 - Pistola soviética reemplazada por la pistola norcoreana Tipo 68.
- Tipo 54 - Pistola china sustituida por la producida localmente Tipo 68.
- PPSh-41 - Subfusil designado como 'Tipo 49'.
- Mosin-Nagant - Fusil de cerrojo solamente usado para ceremonias.
- PPD-40 - Subfusil
- SVT-40 - Fusil semiautomático
- Gorjunov SG-43 / SGM
- DPM - Ametralladora ligera
- Tipo 63 - Variante local de la carabina semiautomática soviética SKS. Ahora es usada para ceremonias y las fuerzas de reserva del EPC.

## Rangos y uniformes

### Rangos
Las Fuerzas terrestres del Ejército de Popular de Corea del Norte tienen cinco categorías de rangos; oficiales generales, oficiales de mando, oficiales subalternos, Oficiales No-comisionados, y soldados.

#### Soldados conscriptos y  suboficiales
Los rangos del personal reclutado y de los suboficiales en retiro son recluta, cabo segundo, cabo primero, sargento segundo, sargento, sargento de pelotón, sargento de primera clase y el oficial de garantía, o Suboficial de orden o mando; un grado superior al Sargento Mayor de Comando en Colombia, pero inferior al de Subteniente.
|                   |                        |              |                  |              |                          |                          |                        |             |  |
|                   | Suboficiales           | Suboficiales | Suboficiales     | Suboficiales | Soldados                 | Soldados                 | Soldados               | Soldados    |  |
|                   |                        |              |                  |              |                          |                          |                        |             |  |
| Grados en coreano | T'ŭkmu-sangsa 특무상사 | Sangsa 상사  | Chungsa 중사     | Hasa 하사    | Sanggŭp-pyŏngsa 상급병사 | Chungŭp-pyŏngsa 중급병사 | Hagŭp-pyŏngsa 하급병사 | Chŏnsa 전사 |  |
| Grados            | Suboficial             | Brigada      | Sargento primero | Sargento     | Cabo primero             | Cabo                     | Soldado de primera     | Soldado     |  |

#### Oficiales
Los rangos de los oficiales subalternos son casi similares a los occidentales, con la excepción del teniente segundo, ya en desuso en gran parte de las naciones capitalistas (subteniente, teniente segundo, teniente y capitán). Los rangos de los oficiales de mando siguen siendo similares a los usados en occidente, salvo que aquí se incluye un rango propio de los oficiales generales como si hiciera parte de estos, caso único; ya que en occidente el rango de Brigadier hace parte de los oficiales generales (mayor, teniente coronel, coronel y brigadier). Los rangos de los oficiales generales son los de uso en el antiguo Ejército Rojo (general, teniente general, coronel general, y general del ejército).
El rango de Chasu (o Vicemariscal) se creó con meros fines político-militares. Los rangos honorarios son Wonsu (Mariscal), Dae Wonsu (Gran Mariscal) y Dae Wonsu Cha (o Supremo Comandante en Jefe), este último detentado únicamente por el presidente de Corea del Norte.
|                          | Mariscales  | Generales            | Generales        | Generales        | Generales         | Oficiales subalternos, superiores y jefes | Oficiales subalternos, superiores y jefes | Oficiales subalternos, superiores y jefes | Oficiales subalternos, superiores y jefes | Oficiales subalternos, superiores y jefes | Oficiales subalternos, superiores y jefes | Oficiales subalternos, superiores y jefes | Oficiales subalternos, superiores y jefes |
| ------------------------ | ----------- | -------------------- | ---------------- | ---------------- | ----------------- | ----------------------------------------- | ----------------------------------------- | ----------------------------------------- | ----------------------------------------- | ----------------------------------------- | ----------------------------------------- | ----------------------------------------- | ----------------------------------------- |
|                          |             |                      |                  |                  |                   |                                           |                                           |                                           |                                           |                                           |                                           |                                           |                                           |
| Rangos en coreano        | Ch'asu 차수 | Taejang 대장         | Sangjang 상장    | Chungjang 중장   | Sojang 소장       | Taejwa 대좌                               | Sangjwa 상좌                              | Chungjwa 중좌                             | Sojwa 소좌                                | Taewi 대위                                | Sangwi 상위                               | Chungwi 중위                              | Sowi 소위                                 |
| Rangos Equivalentes OTAN | Mariscal    | General              | Teniente general | Mayor general    | Brigadier general |                                           | Coronel                                   | Teniente coronel                          | Mayor                                     | Capitán                                   | Teniente                                  | Teniente segundo                          |                                           |
| Rangos Norcoreanos       | Submariscal | General del Ejército | Coronel general  | Teniente general | Mayor general     | Brigadier                                 | Coronel                                   | Teniente coronel                          | Mayor                                     | Capitán                                   | Teniente, Teniente primero                | Teniente segundo                          | Subteniente                               |

### Uniformes
Los oficiales y soldados mayormente han sido vistos con trajes de colores verde olivo o de color pardo/ocre. Pero estas imágenes solamente se ven en donde aparecen soldados norcoreanos en carteles de propaganda o para actos protocolares formales. El uniforme básico consiste de una guerrera y de bombachos; las reclutas femeninas a su vez visten faldas. Una gorra con visera se usa en verano y en primavera, y en el uniforme de gala se usa un quepí similar al de las tropas de Rusia, en los meses de invierno parte del abrigo es también un gorro de piel animal (como las gorras del tipo Ushanka). Una variante del camuflaje M81 Woodland es a su vez usada por un pequeño número de reclutas, y es muy raro verlo en imágenes o en uso por los oficiales y tropas norcoreanas. En los uniformes de combate se acostumbra ver todavía el casco de acero de diseño soviético (casco de combate M-60) como el tipo de accesorio más común para su porte en la cabeza,y en ocasiones para su confort visten una chaqueta de campaña camuflada y forrada internamente con guata térmica. Los uniformes con estampado de camuflaje tipo selva/verde son hasta ahora empezados a ser comúnmente usados en el EPC. Durante la parada militar del 15 de abril de 2012 ciertas unidades ya estaban provistas de cascos de kevlar.